# Panicotricha
Panicotricha é um gênero de traça pertencente à família Agonoxenidae.